# Carlos Alomar
Carlos Alomar (Ponce, 7 maggio 1951) è un chitarrista, compositore e arrangiatore statunitense, molto conosciuto per la sua collaborazione con David Bowie, avendo suonato nei suoi album più di ogni altro musicista.

## Storia
Figlio di un ministro pentecostale, Alomar fu allevato a New York. All'età di dieci anni imparò a suonare la chitarra, iniziando l'attività professionale all'età di sedici anni. Nel 1960 si esibì durante l'"ora del dilettante" all'Apollo Theater, entrando alla fine nella House band e ottenendo il sostegno di Chuck Berry e di molti artisti di musica soul. Nel 1968-69 ha partecipato a un tour dal vivo per otto mesi con la band di James Brown, finendo per lasciarla dopo che gli era stato sospeso lo stipendio per aver saltato una battuta musicale. Nel 1969 Alomar formò un gruppo chiamato Listen My Brother col cantante Luther Vandross, con Fonzi Thornton (che in seguito avrebbe lavorato con gli Chic e i Roxy Music), e con la cantante Robin Clark (che sposò successivamente e dalla quale ebbe una figlia). Ha lavorato anche con Fabio Concato, Alberto Fortis, Paul McCartney, Carly Simon, Debbie Gibson, Mick Jagger, Debbie Harry, Cyndi Lauper.
Alomar suonò poi come turnista negli studi di registrazione della RCA e per altri musicisti, tra cui Ben E. King (in Supernatural Thing nel 1975) e Joe Simon (in Drowning in Sea of Love). Conobbe allora il batterista Dennis Davis, col quale avrebbe in seguito collaborato a lungo, mentre ambedue suonavano con il jazzista Roy Ayers. Alomar partecipò poi al tour della band statunitense di soul e R&B Main Ingredient.

## David Bowie
Alomar incontrò David Bowie nel 1974, mentre Lulu era impegnata nelle sessioni di registrazione della canzone di Bowie Can You Hear Me?. Bowie era entusiasta che Alomar si unisse alla sua band per il Diamond Dogs Tour, ma le trattative con il management di Bowie si arenarono e Alomar rimase con i Main Ingredient. Verso la metà del 1974, durante una pausa di sei settimane del suo tour, Bowie registrò, negli Studi Sigma Sound, una serie di canzoni per un nuovo album insieme ad Alomar, che portò con sé anche Vandross, Clark, Davis ed il bassista Emir Kassan per partecipare alle registrazioni. La maggior parte del materiale per l'album Young Americans venne registrato durante queste sessioni, e Alomar si unì a Bowie durante la seconda tappa del Diamond Dogs Tour (soprannominato il Philly Dogs Tour), nei mesi da settembre a dicembre 1974. Nel gennaio 1975 Bowie e John Lennon registrarono Across the Universe presso gli Electric Lady Studios e da questa sessione nacque la canzone improvvisata Fame, che fu sviluppata dal riff di chitarra che Alomar aveva concepito per la canzone Footstompin' durante una delle serate del Philly Dogs.
Accreditata per iscritto tra Bowie, Alomar e Lennon (e un originale riff di chitarra copiato in seguito per la registrazione di Hot (I Need to be Loved) di James Brown del 1975), Fame rappresentò il primo singolo di Bowie al numero uno nelle classifiche US, mentre l'album da cui era tratto, Young Americans, costituì la prima apparizione di Carlos Alomar in un album di David Bowie. Da qui iniziò un lungo periodo di collaborazione durante il quale Alomar condusse la sezione ritmica, costituita da Alomar stesso, Dennis Davis e George Murray, sulla quale si sarebbero basate le registrazioni di Bowie per tutto il resto degli anni settanta, sulla scia di una serie di chitarristi solisti, come Earl Slick, Stacey Heydon, Robert Fripp, Adrian Belew, ecc.
Alomar suonò nell'album successivo di Bowie del 1976, Station to Station, progettando i classici riff che aprivano le canzoni Golden Years e Stay, e partecipando al tour di Bowie del 1976, lo Station to Station Tour. Questo, per Alomar, è stato il primo tour di Bowie come direttore musicale; in questo periodo, Alomar, Bowie e Iggy Pop scrissero la canzone Sister Midnight; originariamente eseguita da Bowie durante il tour del 1976, è stata registrata l'anno successivo da Bowie e Iggy come brano d'apertura dell'album di Iggy Pop The Idiot prima di essere riscritta da Bowie come Red Money, per il suo album Lodger del 1979. Alomar suonò poi nell'innovativa "Trilogia Berlinese" di Bowie comprendente, oltre a Lodger, gli album Low e "Heroes" del 1977; ha anche collaborato alla stesura del brano The Secret Life of Arabia, tratto da "Heroes", e della traccia DJ, tratta da Lodger, eseguita da Bowie e Brian Eno. Rimarchevole è il singolo Boys Keep Swinging, dall'album Lodger, in cui Alomar si scambia gli strumenti con Dennis Davis e suona la batteria. Alomar ha suonato la chitarra nei due album del 1977 prodotti da Bowie per Iggy Pop, The Idiot e Lust for Life e, nel 1978, ha accompagnato Bowie nel tour mondiale dal quale è stato tratto l'album live Stage.
Scary Monsters (and Super Creeps) del 1980 ha rappresentato l'ultima volta in cui Alomar avrebbe suonato al fianco di George Murray e Dennis Davis su un album di Bowie; un tour progettato, lo Scary Monsters, non vide mai la luce e Alomar si unì invece alla band di Iggy Pop per una serie di spettacoli nei mesi da ottobre a dicembre 1981 (la spettacolo del 25 novembre di San Francisco è stato pubblicato su VHS e DVD). Alomar non ha suonato nell'album di Bowie Let's Dance del 1983 – il ruolo di chitarrista è stato ricoperto da Nile Rodgers, co-produttore dell'album – ma è tornato con Bowie come chitarrista ritmico e direttore musicale per il gigantesco tour mondiale Serious Moonlight del 1983. Nel 1984 Alomar ha suonato nell'album Tonight di Bowie, ma è anche stato coautore, con Bowie e Iggy Pop, del brano di chiusura dell'album, Dancing With the Big Boys. Nel 1987 Alomar ha suonato nell'album di Bowie Never Let Me Down; la traccia del titolo – pubblicata come singolo e accreditata a Bowie ed Alomar – era in origine, prima che fosse riscritta da Bowie, una composizione di Alomar intitolata I'm Tired. Alomar è stato il direttore musicale e chitarrista ritmico durante l'altamente teatrale (iniziava ogni spettacolo con un frenetico assolo di chitarra), ma molto criticato, Glass Spider Tour di Bowie del 1987; Bowie concluse la sua lunga e creativa collaborazione con Alomar dopo la stroncatura di Never Let Me Down e del Glass Spider Tour. I due artisti non avrebbero più lavorato insieme fino al gennaio-febbraio 1995, a New York, durante le sessioni per l'album di Bowie 1.Outside.
Sempre nel 1987 arrangia e produce l'album Assolutamente tuo di Alberto Fortis. Nel 1988 Alomar registrò e pubblicò il suo primo album da solista, "Dream Generator".
Alomar è stato in tour con la band di Bowie per la prima parte dell'Outside Tour (settembre 1995-febbraio 1996). Il tour non fu un'esperienza piacevole per Alomar (per il quale Bowie risultò inavvicinabile e neppure andò d'accordo col direttore musicale Peter Schwartz), cosicché non proseguì la sua partecipazione quando il tour riprese nel mese di settembre 1996. Tuttavia, in seguito Alomar suonò la chitarra nelle tracce di Bowie Everyone Says 'Hi' (dall'album Heathen nel 2002) e Fly (traccia bonus della versione in edizione limitata dell'album Reality del 2003).

## Il dopo Bowie
Alomar si è esibito con tutta una serie di altri musicisti famosi come Paul McCartney, Mick Jagger, Iggy Pop, Arcadia e con una leggenda pop argentina, la band dei Soda Stereo. Nel suo complesso, Alomar ha suonato in un totale di 32 album d'oro e di platino. Carlos è l'attuale il direttore dell'etichetta Boombacker Records ed è anche il presidente della sezione di New York della The Recording Academy, l'organizzazione responsabile per i Grammy Awards. Nel 2005 Alomar è entrato nel corpo docente dello Stevens Institute of Technology, a Hoboken nel New Jersey, come professore aggiunto di "Musica e Tecnologia", componendo diversi brani per la produzione inaugurale, nel 2006, dell'etichetta Castello Point Records, la compilation Delusions Of Grandeur.
Alomar ha collaborato con gli Scissor Sisters per il loro secondo album Ta-Dah, e in un brano da queste sessioni di registrazione, Transistor, che fu inserito sul secondo disco dell'edizione deluxe dell'album, cantano sua moglie Robin e la figlia Lea come coriste. Nel mese di ottobre 2008 ha suonato con Richard Barone alla Carnegie Hall, come special guest nel concerto teatrale di Barone: Frontman: a musical reading.
Alomar risiede a Weehawken, che fa parte dell'area metropolitana di New York, nel New Jersey.

## Discografia
Con David Bowie
- Young Americans (1975)
- Station to Station (1976)
- Low (1977)
- "Heroes" (1977)
- Stage (1978)
- Lodger (1979)
- Scary Monsters (and Super Creeps) (1980)
- Tonight (1984)
- Never Let Me Down (1987)
- 1.Outside (1995)
- Heathen (2002)
- Reality (2003)

Con Iggy Pop
- The Idiot (1977)
- Lust for Life (1977)

Con Paul McCartney
- Press to Play (1986)

Con Mick Jagger
- She's the Boss (1985)

Con Arcadia
- So Red the Rose (1985)

Con i Soda Stereo
- Doble Vida (produttore, chitarrista ospite e rapper) (1988)

Con gli ANGIESCREAMS
- The Revelation of Arthur Lynn (produttore) (2009)

Album solista
- Dream Generator (1988)

Video
- Serious Moonlight (David Bowie)
- Glass Spider (David Bowie)
- Live San Fran 1981[3] (Iggy Pop)